# Lambdina pellucidaria
Lambdina pellucidaria är en fjärilsart som beskrevs av Augustus Radcliffe Grote och Robinson 1867. Lambdina pellucidaria ingår i släktet Lambdina och familjen mätare. Inga underarter finns listade i Catalogue of Life.

## Bildgalleri

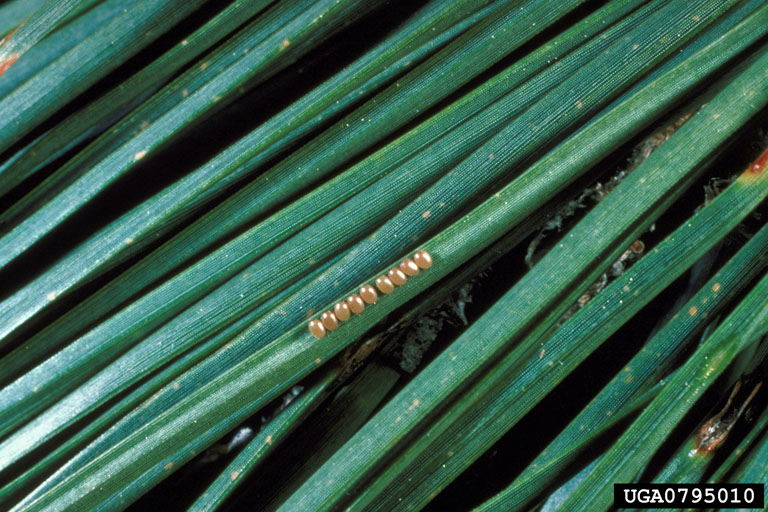
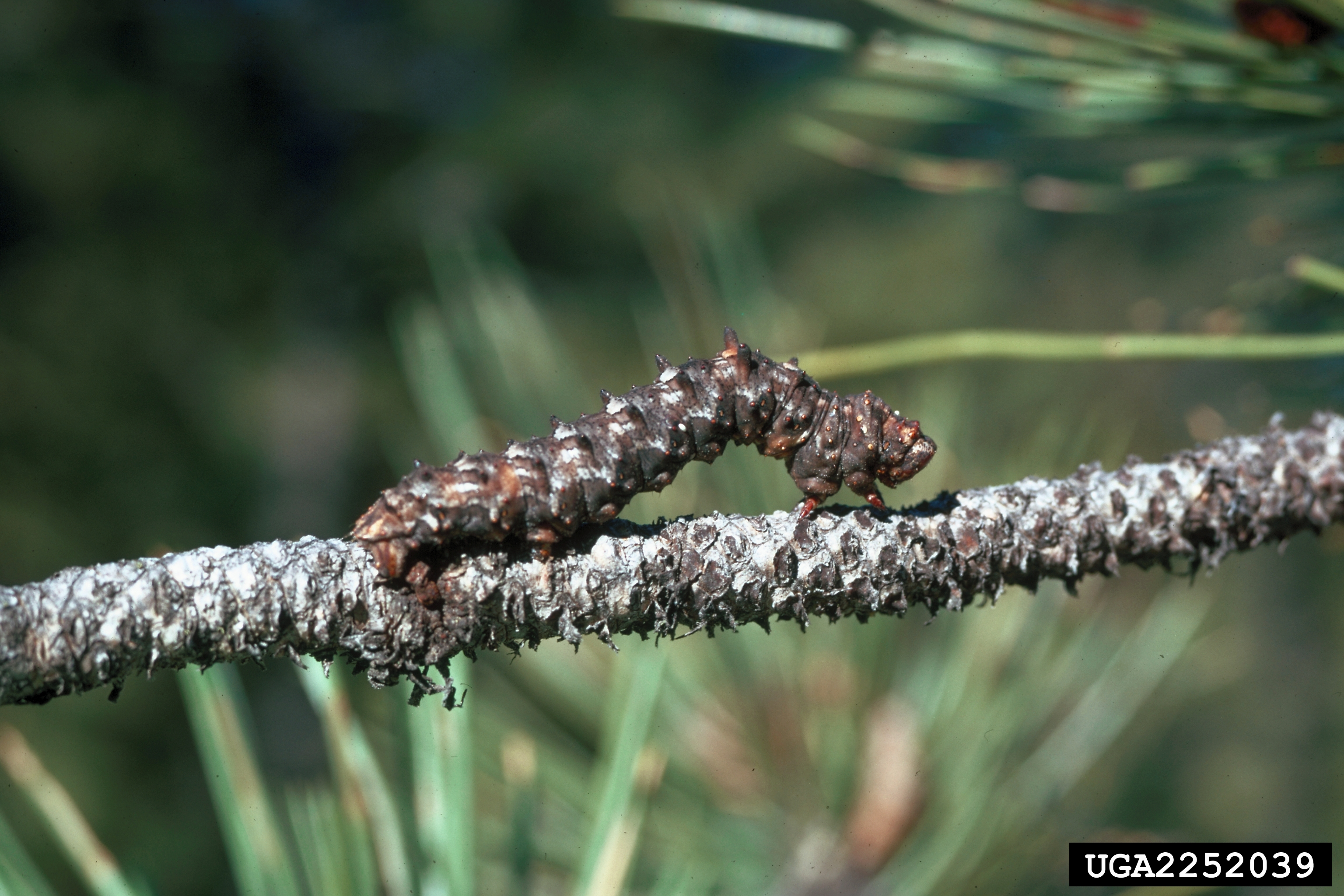